# Propnight
Propnight fue un videojuego de terror de supervivencia multijugador asimétrico en línea con mecánicas de estilo Prop Hunt desarrollado por Fntastic y publicado por Mytona. En el juego, cuatro jugadores tienen la capacidad de convertirse en objetos para evadir al quinto jugador, un asesino que se encarga de atraparlos e impedir su escape. Un período de beta abierta en Steam duró entre el 15 y el 18 de octubre de 2021 antes del lanzamiento completo del juego el 1 de diciembre de 2021. El juego se cerró el 22 de enero de 2024.

## Historia
La trama del juego se deja deliberadamente misteriosa, y el único detalle que se da fuera del juego es que «En una pequeña ciudad de provincias, los adolescentes continúan desapareciendo misteriosamente». En una entrevista, Anna Vasilieva, directora de comunicación de Fntastic, explicó que Propnight «tiene su propia historia misteriosa, y felizmente pensamos en muchas pequeñas cosas que se pueden notar mientras se juega. No me gustaría quitarle a los jugadores el placer de construir teorías y adivinar todo por sí mismos».

## Modo de juego
Propnight es un juego de terror asimétrico de cuatro contra uno. Cuatro jugadores juegan como Supervivientes, y el quinto jugador juega como el Asesino. Los supervivientes pueden transformarse en accesorios cercanos del entorno, como sillas, ollas y más, para esconderse del asesino. El objetivo de los Supervivientes es que al menos un Superviviente escape del mapa. Para ello, los Supervivientes deben reparar 5 de las 7 máquinas colocadas en el mapa, lo que a su vez abre la salida del mapa. El objetivo del Asesino es matar a los 4 supervivientes o impedir su fuga. Para atrapar a un Superviviente, el asesino debe derribarlo y luego colocarlo en una silla, donde morirá si no es rescatado por otro Superviviente. Cada superviviente sólo podrá ser rescatado de esta forma dos veces; el superviviente morirá instantáneamente si se lo coloca en la silla por tercera vez.

## Desarrollo
Propnight fue desarrollado utilizando el motor de juego Unreal. Después de un período de beta abierta que se desarrolló entre el 15 y el 18 de octubre de 2021, el juego se lanzó a través de Steam el 30 de noviembre de 2021. El 22 de diciembre de 2023, Fntastic cesó sus operaciones y anunció que los servidores de Propnight se cerrarían el 22 de enero de 2024.
Tiene soporte para 15 idiomas, incluidos inglés, francés, italiano, alemán, español (España), portugués (Brasil), español (Latinoamérica), polaco, ruso, sueco, chino tradicional, chino simplificado, coreano y japonés para la interfaz y subtítulos.

## Recepción
Aron Poter de NME escribió que si bien «lleva un tiempo acostumbrarse» a la premisa de Propnight, la describió como «un giro divertido del concepto establecido que sabe cómo hacer que la acción sea tensa, desafiante y nunca sin varias escenas de momentos histéricos gracias a la mecánica de copia de accesorios centrales.
Algunos críticos también criticaron los diversos problemas técnicos del juego en el lanzamiento. Rhett Roxl de Sirius Gaming, en particular, criticó la «muy pobre» implementación del desenfoque de movimiento en el juego y su inconsistente número de fotogramas por segundo, que según él, «empeora inmensamente durante los momentos intensos».